# Sombrero vueltiao

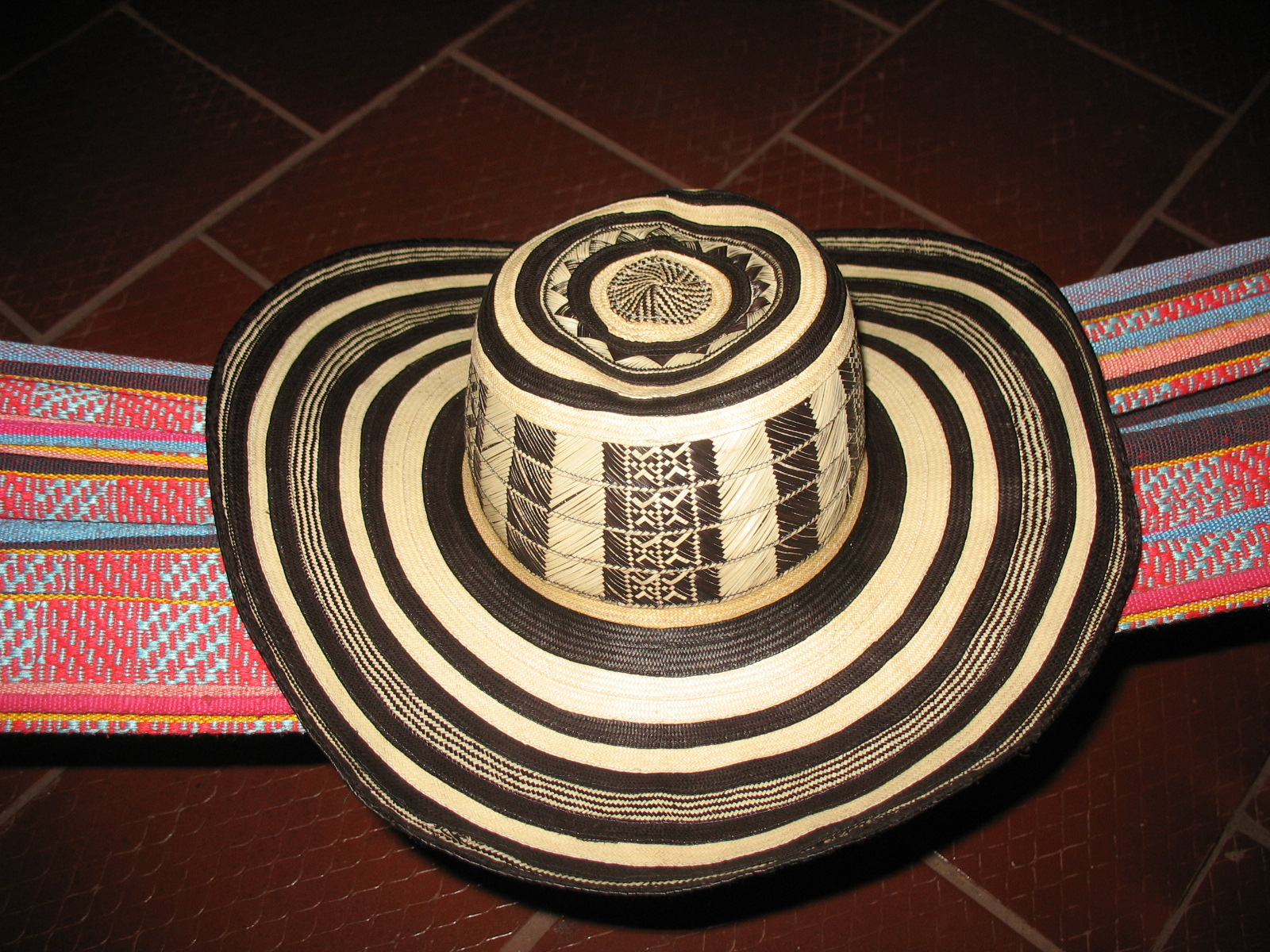
Sombrero vueltiao de 19 vueltas.

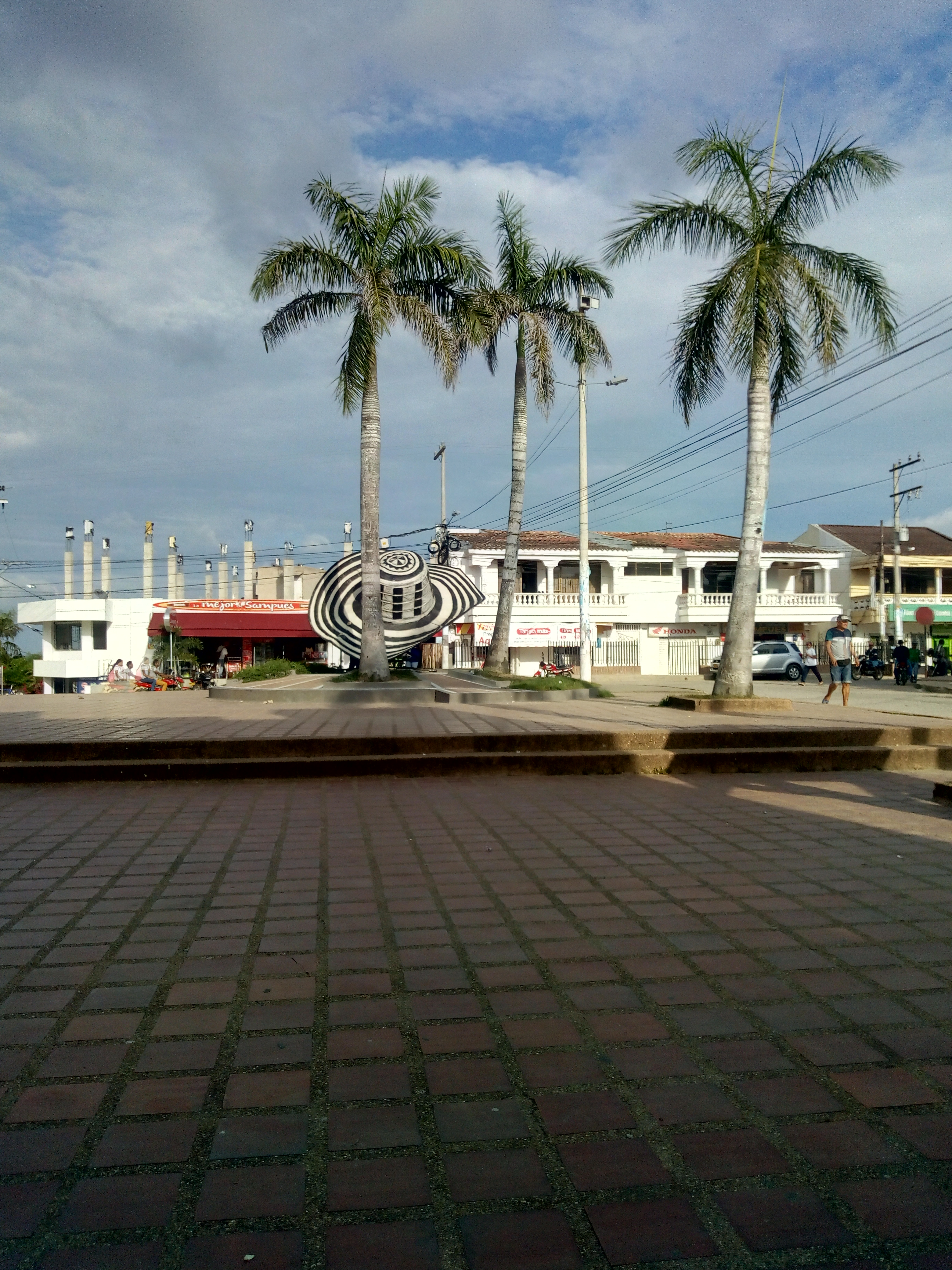
Monumento al sombrero vueltiao en el centro de Sampués, año 2018

El sombrero vueltiao es una prenda de vestir típica de la costa Caribe de Colombia, específicamente de las sabanas de los departamentos colombianos de Córdoba, Sucre y Bolívar, y una de las principales piezas de artesanía de Colombia. Tiene su origen en la cultura indígena zenú, asentada en la región del río Sinú. Los municipios de Tuchín, Córdoba, y Sampués, Sucre, son considerados las cunas del sombrero vueltiao. Se elabora de las hojas de la caña flecha, gramínea nativa de la región. También recibe los nombres de indiano, cordobés, sinuano y caña flecha.
El Congreso de Colombia lo elevó a la categoría de Símbolo Cultural de la Nación mediante la Ley 908 del 8 de septiembre de 2004. Además, el Congreso institucionalizó el 18 de junio como el "Día del Sombrero Vueltiao". En 2021, el Parlamento Andino declaró al sombrero vueltiao referente cultural, material y artesanal de la región andina.

## Origen

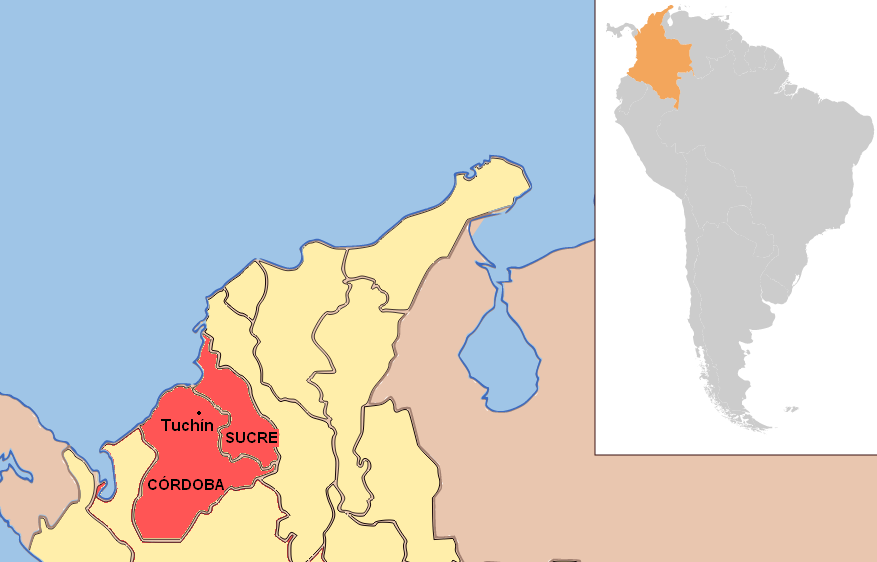
Área de surgimiento del sombrero vueltiao

La prenda tiene su origen en la cultura indígena zenú, asentada en la región del río Sinú, departamentos de Córdoba y Sucre. Bajo la denominación "raza zenú" se aglutinan tres imperios: Finzenú, Panzenú y Zenufana. Tuchín y otras zonas donde también se elabora el sombrero, como Carretos y Sampués, corresponden a Finzenú, considerado el más desarrollado de los tetos manufacturados.
Desde la época prehispánica, los aborígenes usaban el sombrero para guarecerse del sol durante el cultivo del maíz, como lo atestiguan piezas arqueológicas del Museo del Oro de Bogotá y del Museo Nacional Prehistórico Etnográfico "Luigi Pigorini" de Roma. También es probable que fuera un componente ritual en la jerarquía y credos mágicos y religiosos.
El sombrero se elaboraba de un solo color, blanco crema; la aparición del color negro es una evolución posterior. Originalmente se conocía como "sombrero de vueltas" o "sombrero indiano" (en alusión a su origen indígena).
El origen de la denominación del sombrero es incierta. Vueltiao es un localismo por volteado, participio pasado de voltear, «dar vueltas a alguien o algo». Algunos sostienen que el nombre hace alusión al número de vueltas de tejido que lo conforman. Otros aseguran que se le llama vueltiao porque al voltear las alas del sombrero por su vuelta del medio, la parte externa queda convertida en interna y viceversa.
Una de las poblaciones más importantes para la comercialización de la prenda es el municipio de Tuchín, Córdoba.

## Expresión cultural en el tejido
El producto de la caña flecha es el sombrero vueltiao que, con su trenzado circular, expresa "la concepción de unidad del universo y su devenir eterno". 
Las artesanas trenzan dibujos o “pintas”, que representan identidades de antiguos clanes familiares. Estas pintas están ligadas a representaciones de la naturaleza y su entorno; se identifican aproximadamente 79 pintas con su nombre e historia”.

## Confección
El sombrero vueltiao se elabora con características trenzas secas de color negro y caqui, obtenidas de las hojas de la caña flecha, palma endémica de las regiones tropicales de América. En la región se dan tres variedades de la gramínea: la criolla, que da una fibra blanca, flexible y de buena calidad, especial para elaborar las trenzas finas; la martinera, cuya fibra es quebradiza y de inferior calidad, empleada para fabricar sombreros ordinarios; y la costera, de regular calidad, poco cultivada en la zona.
Anteriormente, los sombreros se cosían a mano, con aguja e hilo de maguey. Era labor de hombres, actualmente lo hacen ambos sexos. Más tarde se empleó el hilo de bola. Hoy se cosen en máquinas de coser sencillas, con hilo de cartucho y de nailon.
Una vez se cortan las hojas de la caña flecha, se procede a rasparles las venas con cuchillo para obtener pencas lisas de aproximadamente 1 cm de ancho. Luego se cocinan para darles consistencia y elasticidad con cogollos de caña agria, naranja agria y limón. Las pencas se dejan un día al sol para que se sequen, proceso que dará como resultado pencas de color completamente blanco o algo pigmentadas. 
Posteriormente, las pencas blancas se deshilachan en tiras más delgadas de 1 o 2 mm de ancho. Para obtener las tiras negras, las pencas pigmentadas deben someterse a un proceso de tinte con una mezcla de barro negro y otros materiales como jagua, hoyeto y cáscaras de plátano. Todo el proceso, incluyendo el secado de las pencas, dura unos tres días. Al secar completamente, se procede a deshilachar las pencas.

### Estructura de la trenza
La trenza es un tejido plano y largo, de un alto no mayor a 5 cm por lo general. Se forma entrelazando pares de fibras llamados pies. El número de pares o pies identifica y da nombre a las diferentes trenzas y, por consiguiente, a los sombreros: trenza de 7 pares o "lica", de 9 o "ribete", de 11 o "pacotilla", de 15 o "quinciana", de 19, 21, 23 y 27, llamados sombreros finos. La finura del sombrero es directamente proporcional al número de pies que conforman las trenzas. Estas se cosen entre sí en forma de espiral con una máquina de coser de pedal para quedar completamente aseguradas. Últimamente, las trenzas no se cosen en forma espiral sino circular, llamando el sombrero resultante "sin pega", innovación introducida por los artesanos de Tuchín.

### Partes
Usualmente, la confección de este sombrero comienza con la plantilla, parte de forma horizontal que corona el sombrero y que en su parte central tiene la olma, primera vuelta o anillo del sombrero. Luego se continúa con la copa o encopadura, que está formada por cinco trenzas, las cuatro primeras con pintas y la quinta blanca; y se finaliza con el ala, de doce vueltas en promedio, la cual comienza con una trenza negra, alternándose en lo sucesivo los colores (de las trenzas). La última vuelta del ala se conoce como "vueltaúltima". El ala se remata con el ribete, trenza reforzada de color negro que moldea el sombrero. En el canto interior del ala se puede tejer, opcionalmente, el nombre del comprador. Se puede usar alrededor de la base de la copa una correa pequeña del ancho de una trenza, de charol negro con vivos blancos entrelazados, que tiene una hebilla para adaptar la copa al tamaño de la cabeza del usuario. También se usa un barbuquejo (usualmente un cordón) sujeto por sus extremos a ambos lados de la copa, que cae por debajo de la barbilla con el fin de asegurar el sombrero.

### Tipos
La calidad del sombrero depende del tipo de fibra que se utilice (ordinaria o fina o fina y ordinaria) y de la cantidad de tiras de fibra trenzadas. Un sombrero de calidad será flexible y liviano. De acuerdo con el número de pares de fibra que conformen las trenzas, los sombreros vueltiaos pueden ser:
- Quinceano. Se fabrica con trenzas constituidas por 15 pares de tiritas. Es el más sencillo y de menos calidad. Muy popular y barato. Se hace con las fibras ordinarias (no flexibles) en unos 3 días. Si se logra elaborar un trenzado mejorado a la encopadura, el sombrero se denominará "quinceano cotejao" o "machi-hembriao".[11]
- Diecinueve. Se fabrica con trenzas constituidas por 19 pares de tiritas, obtenidas de fibras finas. Más fino que el anterior, su hechura puede llevar una semana.[11]
- Veintiuno. De trenzas de 21 pares de tiritas. El más fino de los comerciales. Su hechura puede llevar de 10 a 15 días. Único que por su suavidad y peso puede doblarse, reducir su tamaño al de un pañuelo, llevarse en un bolsillo, y recuperar su tamaño y forma originales sin deformarse al momento de abrirse de nuevo. Es el más costoso (alrededor de USD $ 100 a 400).
- Veintitrés. Sus trenzas tienen 23 pares de hilos de fibra de palma. De gran finura y suavidad, se hace usualmente por encargo. Su fabricación puede llevar hasta 20 días. Cabe enfatizar que sus trenzas se elaboran con hilos de fibra de palma, no con tiritas.
- Veintisiete. Trenzas de 27 pares de hilos de fibra de palma. El más fino y menos comercial de los sombreros vueltiaos. Su hechura puede tomar alrededor de un mes.

Fórmula para calcular el número de la trenza
En su obra "El sombrero vueltiao Zenú", Puche Villadiego desarrolla una fórmula matemática dada por la expresión 2(N + 1) + 1 = X, para calcular el número de la trenza y del sombrero. 

Para determinar el número de la trenza se cuentan los espacios, rombos o pies entre borde y borde de la trenza, que como se ha dicho, siempre es par, siguiendo la serie de los números naturales a partir de dos (2), de modo que "N" sea ocupada por los valores: 2, 4, 6, 8, 10... También puede ser ocupada por los impares: 7 y 9, para dar las trenzas: 17 y 21... En donde N es el número de rombos al través de la trenza y X es el número de pares de fibras de la trenza... Recíprocamente los valores de la trenza siguen una serie aritmética cuyo primer término es 7 y la razón es 4, de manera que la serie queda como sigue: 7, 11, 15, 19, 23".

Así: 2(0 + 1) + 1 = 3; 2(2 + 1) + 1 = 7; 2(4 + 1) + 1 = 11; 2(6 + 1) + 1 = 15; 2(8 + 1) + 1 = 19; 2(10 + 1) + 1 = 23.

### Pintas
La copa del sombrero incluye variadas figuras tejidas a mano con filamentos negros, conocidas como pintas, elementos, animales u objetos religiosos y totémicos de la cultura y de la cotidianidad zenú. El diseño de los dibujos constituye el sello distintivo de cada familia
o comunidad, de tal forma que puede identificarse el origen de cada sombrero. Las pintas más utilizadas son: La araña, la mariposa, el ojo de babilla, el diente del ñeque, el ojo del gallo, el morrocoy, el gallineto, la flor de azahares, el granito de arroz, el diente del burro, la flor del limón, la espiga del maíz, el ojo de la sardina, pata de rana, huella de perro, huella de tigre, ojo de buey, la pluma de la coca, la espina del pescado, la trompa de la babilla, ojos de Santa Lucía, Cruz Grande, Cruz Chiquita, pecho de tigrillo, el peine grande y el chiquito, el atravesao, las que brillan, el corazón del abanico, el piloncito, el lobo, la mano del gato, el cinco ojos, la banqueta, el ojo de la vaca, el ojo del chauchau, el espolón o espinazo del pescado, la cocá, la hoja de Santa Lucía, los mambos, el ojito de pescado, la palma de coco, la Marucha y la Maruchita, entre otras. Generalmente, un sombrero vueltiao tiene cuatro pintas. Algunas de las más solicitadas son el pecho del grillo, la mano del gato, la flor de la cocorilla y el pilón.

### Marcado
Algunos clientes piden marcar los sombreros con sus nombres. Anteriormente, las letras se elaboraban directamente en la trenza a manera de pintas en la parte frontal de la última vuelta o "vueltaúltima".
Hoy en día, el marcado del sombrero se hace después de su confección. Inicialmente se suelta la "vueltaúltima" y se corta con tijeras el pedazo donde se insertará la nueva fracción de trenza con el nombre del usuario. Las letras se tejen de derecha a izquierda. Si la trenza es quinciana, las letras serán de cinco puntos; si de 19, de siete puntos; las 21, 23, 25 y 27, de nueve puntos cada una.

## Uso

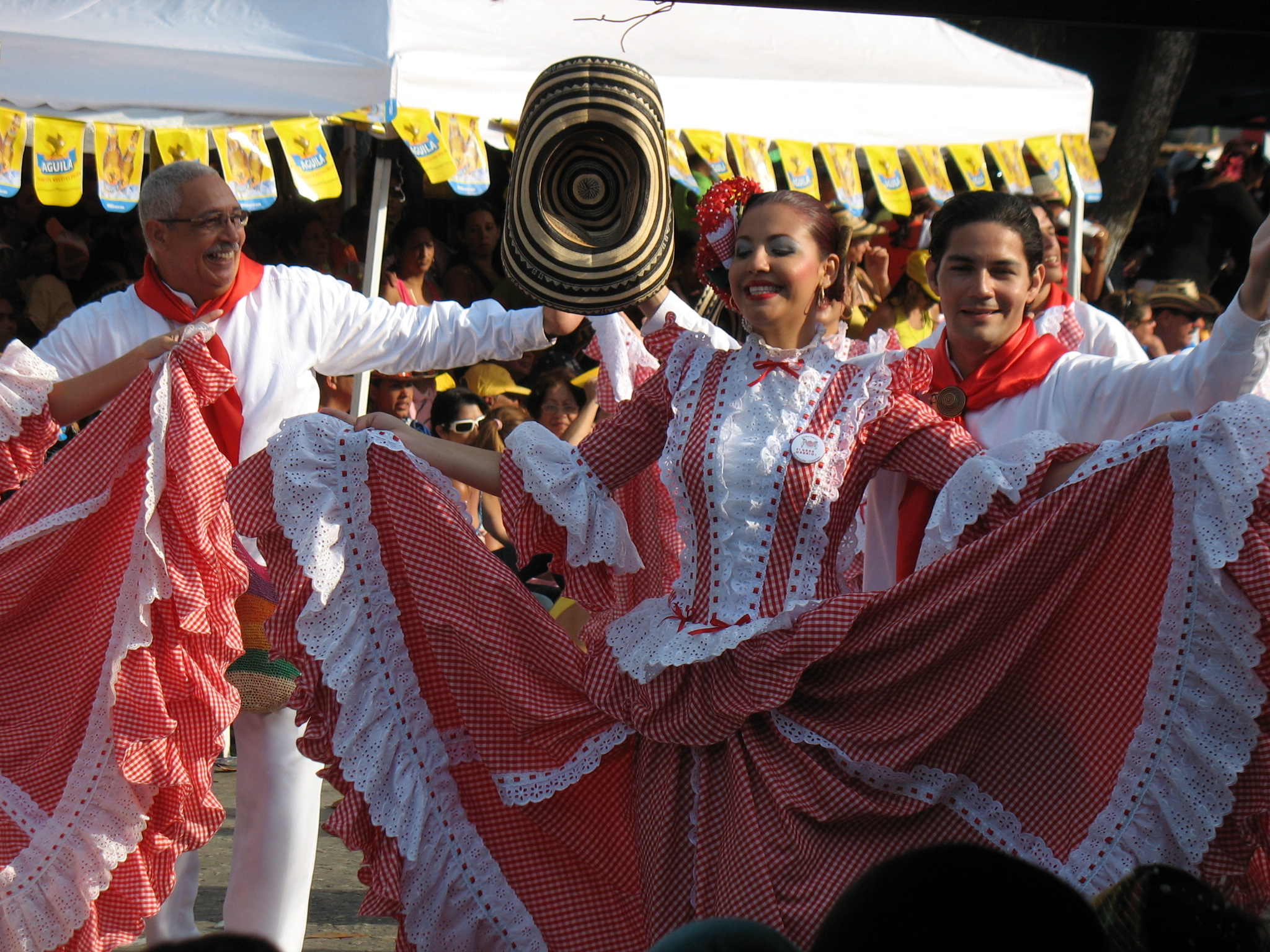
Sombrero vueltiao blandido por un danzante de cumbia en el Carnaval de Barranquilla.

- El hombre enamorado lo lleva con un ala levantada y pegada a la copa.
- La gente de las sabanas de Sucre, Córdoba y Bolívar le hace un doblez llamado pava.
- El campesino sinuano no le hace pava ni levanta las alas, lo porta que casi no se le ven la cara ni las orejas.
- El de la ciudad lo luce con los extremos ligeramente arqueados hacia arriba y, si es parrandero, un poco ladeado.
- El hacendado lo lleva plano, las alas no suben ni bajan.
- El de alas muy cortas lo usa la persona fiestera.

## Importancia cultural y económica

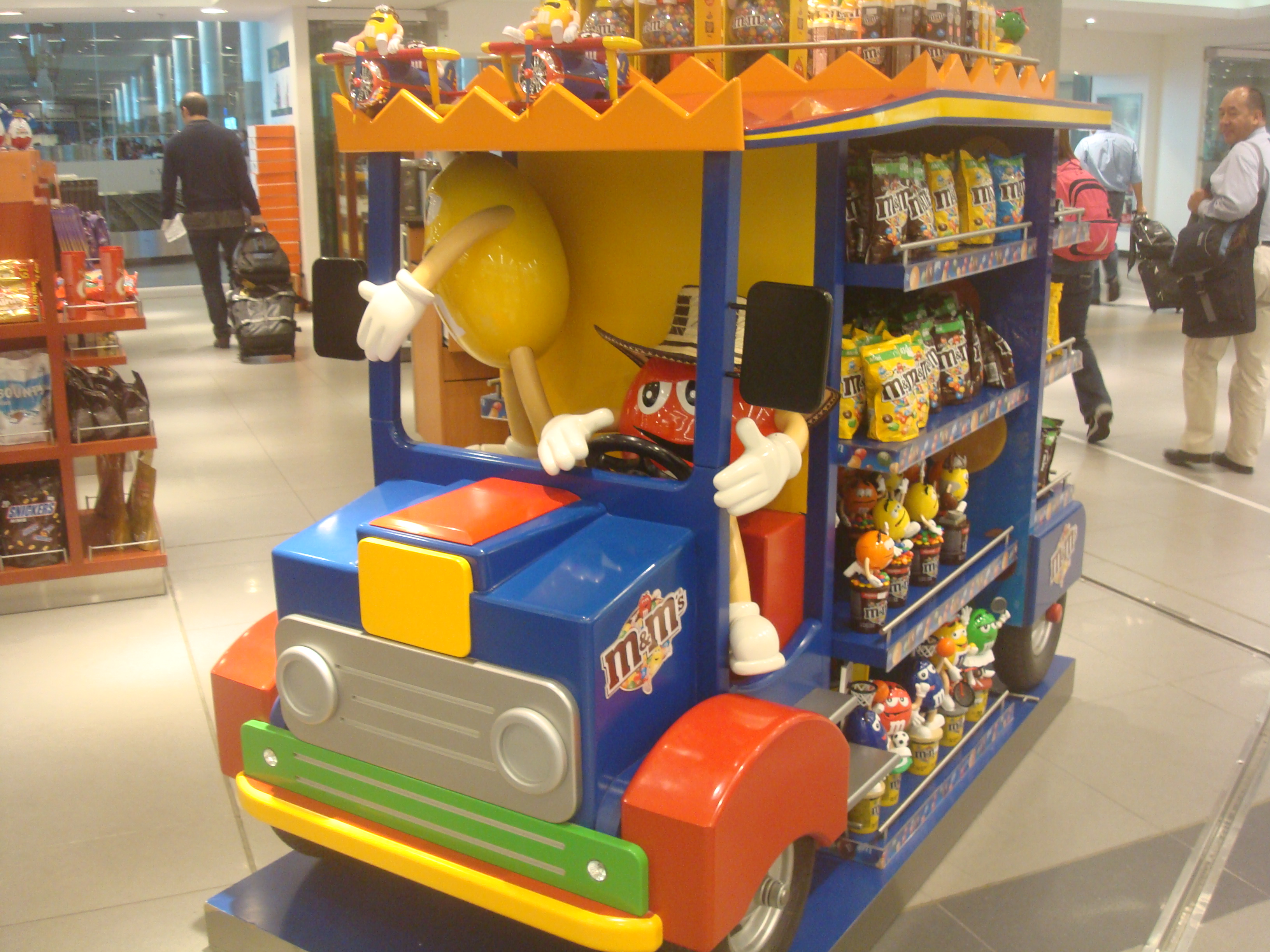
M&M Rojo con un sombrero vueltiao.

Casi todos los miembros de la familia participan en la elaboración del sombrero, desde niños de unos seis años hasta los ancianos. En la actualidad, es principalmente la mujer quien le dedica mayor tiempo a la elaboración de las trenzas, ya que el hombre se dedica a la agricultura y al cultivo de la caña flecha, además de otras ocupaciones, aunque algunos se destacan en el trenzado fino. Las vueltas de la plantilla son responsabilidad de los jóvenes; las vueltas de la encopadura, que contienen las pintas, son tarea exclusiva de los más expertos y diestros; las vueltas del ala, también de los jóvenes; y el ribete, de los niños.
Solo en San Andrés de Sotavento, unas 15 000 familias viven de la comercialización de la prenda (y más recientemente, de otras artesanías elaboradas con caña flecha), lo que constituye el primer renglón económico de la localidad. Del total de la población de artesanos, aproximadamente 6.200 mujeres tejen a mano la caña flecha.

## Símbolo cultural de Colombia

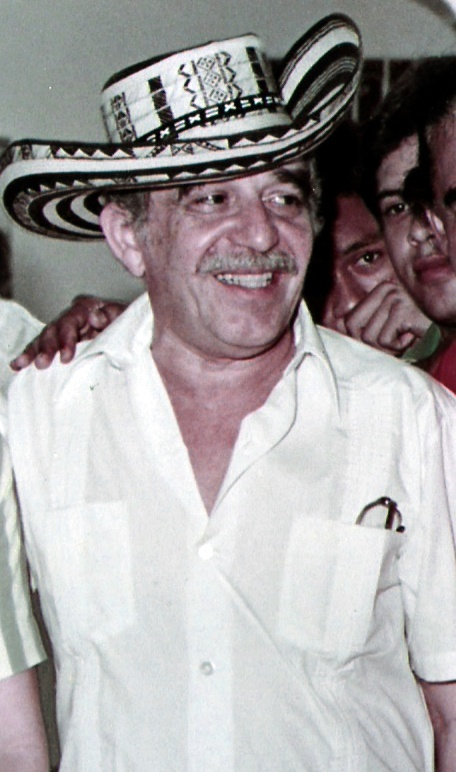
Gabriel García Márquez luciendo el sombrero vueltiao.

Durante el siglo XX, el sombrero vueltiao ya era utilizado por la población costeña en general, especialmente por los campesinos. También era prenda habitual de la indumentaria de sus músicos (Alejandro Durán, Los Gaiteros de San Jacinto, entre otros), elemento de atuendos folclóricos de la Costa (forma parte del atuendo masculino de la cumbia), y utilizado por la gente del común en festividades como las corralejas o el carnaval de Barranquilla. Durante la campaña presidencial de Carlos Lleras Restrepo (1966-1970), el candidato usó el sombrero en su actividad proselitista por la Costa. En la película de 1981, On Golden Pond (Nuestros años dorados), Katharine Hepburn luce el sombrero vueltiao. Gabriel García Márquez lo usó muchas veces, por ejemplo, durante la parranda después de recibir el Premio Nobel en Estocolmo. Quizá el impulso definitivo que tuvo el sombrero vueltiao fue cuando Miguel "El Happy" Lora se lo puso al momento de coronarse campeón mundial gallo de boxeo el 9 de agosto de 1985, dándolo a conocer masivamente por televisión. En 1986 fue usado por el papa Juan Pablo II durante su visita a Colombia. Posteriormente, fue usado por Los Niños del Vallenato cuando visitaron al presidente Bill Clinton en la Casa Blanca el 16 de diciembre de 1999. El mismo presidente lo usó en su visita a Cartagena de Indias en 2000. Los deportistas de la delegación colombiana de los Juegos Olímpicos de Sídney 2000, Atenas 2004, Beijing 2008, Río 2016, Tokio 2020 y París 2024 también usaron el sombrero vueltiao como parte de su indumentaria en las ceremonias de inauguración. En febrero de 2003, el músico monteriano Jorge Villamizar, del grupo musical Bacilos, lo lució en la entrega del premio Grammy que recibió su agrupación.El sombrero vueltiao es una de las prendas que el colombiano utiliza cuando quiere demostrar su orgullo nacional, especialmente en el exterior. 
El Congreso de Colombia otorgó al sombrero vueltiao la categoría de Símbolo Cultural de la Nación mediante la Ley 908 del 8 de septiembre de 2004. En junio de 2006, resultó ganador de la encuesta organizada por la revista Semana como símbolo cultural de Colombia por encima del café, del carnaval de Barranquilla y de la orquídea, entre otros candidatos.
Anualmente se celebra en Sampués la Feria y el Reinado Nacional del Sombrero Vueltiao. En el municipio de San Andrés de Sotavento se realiza el Festival del Sombrero Vueltiao.
En Tuchín, Córdoba, se celebra la Feria Artesanal del Sombrero Vueltiao en enero de cada año.

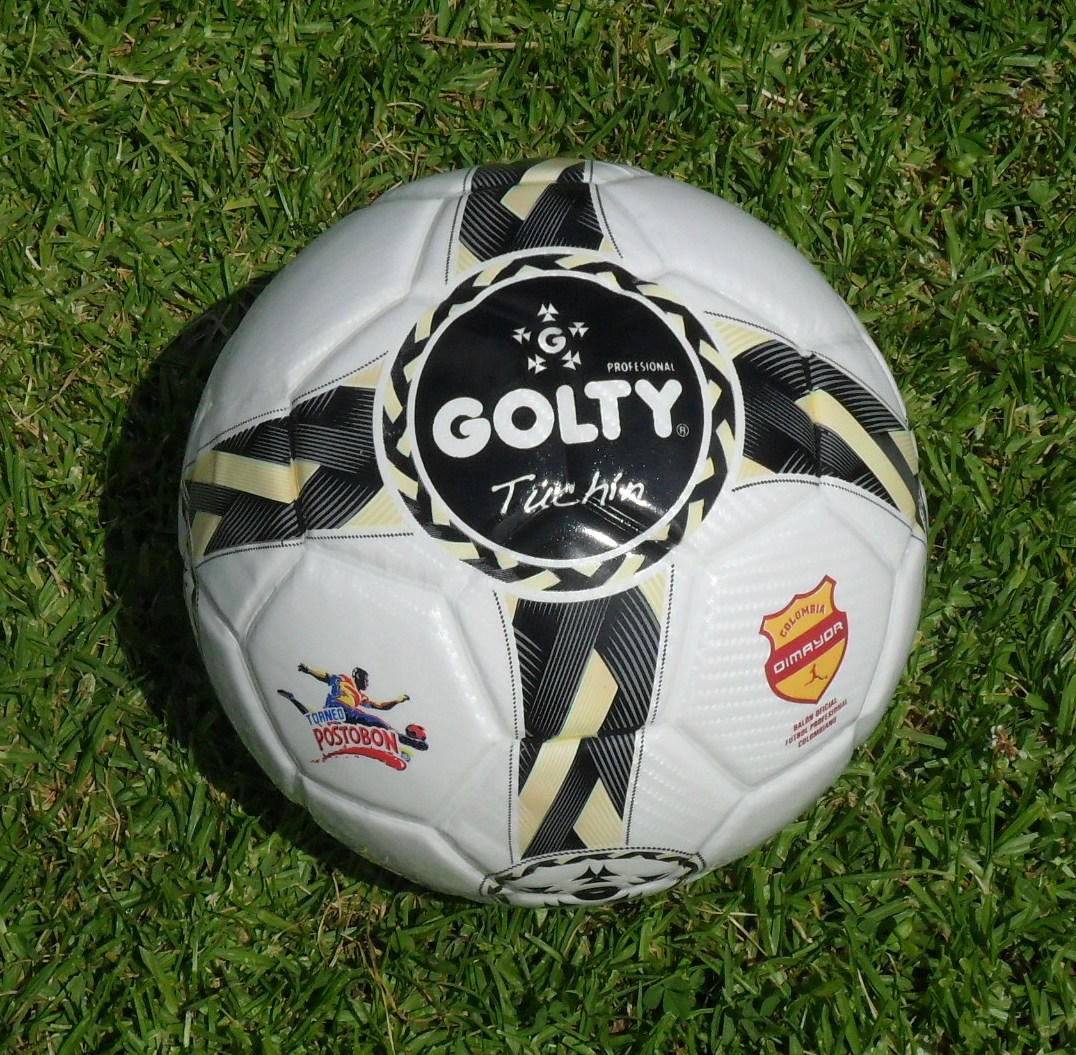
Tuchín, balón oficial del fútbol colombiano en 2011.

En 2011, Golty diseñó un balón de fútbol denominado Tuchín, inspirado en el tejido del sombrero vueltiao. El balón fue adoptado oficialmente para ser utilizado en los torneos de Primera A, Primera B y Copa Colombia en la temporada 2011 del Fútbol Profesional Colombiano. Fue usado por primera vez en el partido entre Deportes Tolima y Santa Fe en el estadio Manuel Murillo Toro de Ibagué.
En 2016, la imagen del sombrero vueltiao fue incluida en el reverso del rediseño del billete de veinte mil pesos colombianos.